# Liam Little
Liam Little (27 luglio 1986) è un calciatore neozelandese, portiere del Waitakere United.

## Carriera

### Nazionale
Con la nazionale olimpica neozelandese ha partecipato alle olimpiadi di Pechino del 2008.